# Raissac-sur-Lampy
Raissac-sur-Lampy är en kommun i departementet Aude i regionen Occitanien  i södra Frankrike. Kommunen ligger  i kantonen Alzonne som ligger i arrondissementet Carcassonne. År 2022 hade Raissac-sur-Lampy 466 invånare.

## Befolkningsutveckling
Antalet invånare i kommunen Raissac-sur-Lampy
Referens: INSEE